# Biblioteca diocesana Storti-Guerri
La Biblioteca diocesana Storti-Guerri ha sede nel Seminario Vescovile di Città di Castello, fondato nel 1638; la prima sede del Seminario fu presso la cattedrale, da dove prima del 1658 venne trasferito nel soppresso convento dei Gesuiti, poi ricostruito tra 1750 e 1752.
Attualmente svolge le funzioni di biblioteca diocesana centrale e di centro di documentazione sulla storia della Diocesi di Città di Castello e dell'Alta Valle del Tevere. La biblioteca partecipa al Polo SBN di Biblioteche Ecclesiastiche (PBE) e prende parte al Progetto di descrizione dei materiali manoscritti, realizzato in attuazione della Convenzione firmata tra l'Istituto Centrale per il Catalogo Unico delle biblioteche italiane e delle descrizioni bibliografiche e l'Ufficio Nazionale per i Beni Culturali Ecclesiastici della CEI del 15 novembre 2011.

## Storia
Forse l'originaria Biblioteca del Seminario risale al 1640, quando il Seminario aveva come prima sede la casa della Propositura. I libri dovettero aumentare quando nel 1752 il Vescovo Lattanzi volle unire al nuovo Seminario anche il Collegio con scuole interne e relativa biblioteca e quando venne a Città di Castello il tipografo Ortensio Bersiani, che aprì la sua tipografia nel Seminario, stampando dal 1765 al 1775 opere svariate per forma e contenuto. I libri del Seminario dovettero aumentare poi con l'annessione nel 1834 del Ginnasio-Liceo laico e nel 1853 con l'unione delle Scuole elementari comunali a quelle del Seminario. Il carattere iniziale della biblioteca è scolastico, teologico e morale.
La biblioteca si arricchisce nel 1904 con la donazione Storti – Guerri, da cui la Biblioteca del Seminario prende il nome di “Biblioteca Storti – Guerri”. La nuova sede della biblioteca, al primo piano del palazzo del Seminario Vescovile, è allestita nel 1917; sopra l'ingresso, decorato a stucco, è collocato un busto marmoreo raffigurante Giovanni Battista Storti, opera dello scultore Romolo  Bartolini.
Giovan Battista Storti nasce a Ripole, nel comune di San Giustino, il 12 agosto 1822. Inizia gli studi presso il Seminario diocesano, per poi completare gli studi presso il Collegio Romano ove nel 1843 ottiene la laurea in teologia, cui segue la laurea in giurisprudenza nel 1848. Ordinato sacerdote nel 1847, ottiene la parrocchia di San Fortunato nel 1854. Insegna Diritto civile, Diritto canonico e Sacra Scrittura nel Seminario di Città di Castello. Nel 1860 si ritira presso la collegiata di Montone, dove ottiene un canonicato. Nel 1861 parte per Roma e due anni dopo vince il concorso di notaio alla Congregazione del Santo Uffizio. Nel 1867, grazie all'interessamento dell'amico Raffaele Monaco La Valletta ottiene dal papa Pio IX un canonicato nella collegiata dei Santi Celso e Giuliano. Pio IX nel 1885 nomina lo Storti sigillatore della Sacra Penitenzieria; il cardinale Lo Monaco lo nomina suo uditore e convisitatore di Subiaco, nonché vicario generale di Ostia. Grande appassionato di libri, con i suoi risparmi forma una biblioteca di oltre 6.000 volumi,al punto da meritarsi l'appellativo di “biblioteca ambulante”. Dal 1885 le sue condizioni di salute peggiorano e dal 1894 lo assiste il sacerdote don Giuseppe Guerri. Muore a Roma il 22 giugno 1904; è sepolto nel cimitero di Canoscio. Nel 1917 tutti i suoi libri, assieme al catalogo alfabetico, sono donati, tramite mons. Giuseppe Guerri, suo esecutore testamentario, al Seminario Vescovile di Città di Castello. Il carattere dei libri dello Storti è prevalentemente umanistico, teologico, filosofico, con raccolte di classici italiani, latini, greci, libri di patristica, teologia, diritto, nonché di arte ed archeologia, discipline molto care all'abate.
A partire dagli anni '70 del XX secolo la biblioteca viene dotata di moderne scaffalature e altri arredi per la conservazione librario e lo studio, per iniziativa del direttore mons. Beniamino Schivo.

### Cronologia dei direttori
- Mons. Agostino Mancinelli, 1917-1931.
- Mons. Beniamino Schivo, 1935-2004.
- Mons. Alberto Ferri, 2004-2014.
- Don Andrea Czortek, in carica dal 2014.

## Sede
La biblioteca ha sede nel Seminario Vescovile di Città di Castello. Al primo piano si trovano la sala consultazione, la sala lettura e la direzione; al secondo piano sono collocati i depositi librari e la sala riviste (quest'ultima in via di allestimento). Al piano terra si trovano la sala conferenze e alcuni locali occasionalmente adibiti a esposizioni documentarie.

## Patrimonio
Il patrimonio bibliografico ammonta a circa 55.000 libri. Le numerose riviste, attive e cessate, sono attualmente in fase di riordino (nell'ambito di un progetto di allestimento di una nuova sala riviste), per cui non si dispone ancora di un dato complessivo sulla loro consistenza.
Fin dalle origini la biblioteca ha accresciuto il proprio patrimonio librario mediante acquisti e donazioni, grazie alle quali si sono venuti a creare fondi di particolare interesse. Tra i fondi personali si segnalano quelli appartenuti al canonico mons. Giuseppe Pierangeli (acquisito nel 1974), ricchissimo di pubblicazioni di interesse locale, al canonico mons. Nazzareno Amantini (acquisito nel 2007), che comprende un'ampia sezione di studi sociali e sul marxismo, e quello di mons. Piero Luigi Guerri (2014), con numerosi testi di teologia contemporanea, studi biblici e catechetica. Alla fine del 2015 è stata donata alla Biblioteca la raccolta libraria personale di madre Callista Massi, superiora generale delle Piccole Ancelle del Sacro Cuore dal 1970 al 1988, ricca di volumi di teologia e spiritualità contemporanee.
Nel tempo anche i vescovi diocesani hanno arricchito il patrimonio bibliografico della biblioteca con significative donazioni, tra le quali si segnalano quelle di Pellegrino Tomaso Ronchi e Domenico Cancian.
Significativa la raccolta di periodici dei secoli XIX-XXI, che comprende l'intera raccolta della «Civiltà Cattolica» dal 1850 ad oggi. I periodici attualmente attivi sono 26.